# Mamadeira

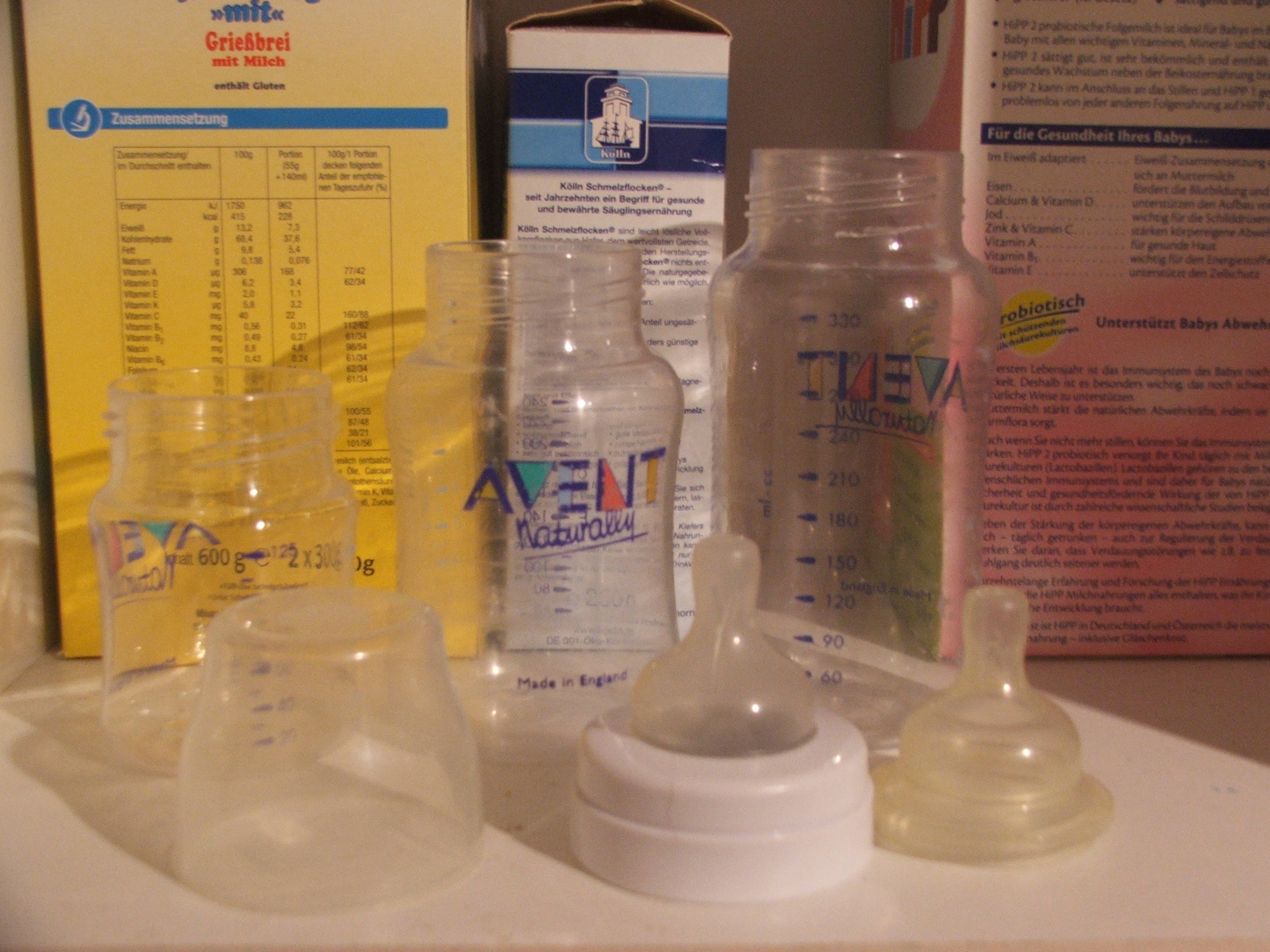
Conjunto de biberões/mamadeiras

A mamadeira (português brasileiro) ou biberão (português europeu) é um objeto cuja função é servir como uma alternativa à amamentação natural do bebé, bem como um instrumento de auxílio para a alimentação geral do bebê em crescimento. A mamadeira é usada para armazenar líquidos (leite, suco, etc.). O uso da mamadeira não é recomendável como um substituto da amamentação natural, a não ser que a mãe possua alguma doença ou esteja tomando certos remédios que podem ser transmitidos pelo leite materno. A primeira mamadeira se chamava  mamadeira vitoriana, apresentava formato circular, e o seu canudo não podia ser lavado, o que não era muito bom a questão da higiene.[carece de fontes?] Também pode ser utilizado na amamentação de outros mamíferos para além dos humanos.
O plástico rígido é o material mais comum utilizado, sendo transparente, leve e resistente à queda. Garrafas de vidro têm sido recomendadas por serem mais fáceis de limpar, menos propensas a reter resíduos das fórmulas e relativamente inertes quimicamente. Também foram desenvolvidas garrafas híbridas com plástico por fora e vidro por dentro. Outros materiais usados para biberões incluem aço inoxidável de qualidade alimentar e borracha de silicone.
Os biberões podem ser usados para alimentar com leite liofilizado, fórmula infantil, ou solução para reidratação via oral. Uma revisão de 2020 relata que bebés a termo saudáveis, quando amamentados ou alimentados com biberão, "usam movimentos semelhantes da língua e da mandíbula, podem criar sucção e usar sequencialmente a compressão da tetina para obter leite, com diferenças mínimas na saturação de oxigénio e padrão de sugar-engolir-respirar). Bebés doentes ou prematuros podem não conseguir amamentar ou sugar o biberão eficazmente e podem precisar de cuidados especializados.
A esterilização é uma prática padrão para prevenir o desenvolvimento de bactérias e doenças resultantes, que é mais eficaz do que a higienização. O governo australiano e as diretrizes do Serviço Nacional de Saúde do Reino Unido recomendam a esterilização de biberões e outros equipamentos usando uma solução esterilizante de água fria, como por fluido esterilizante Milton, ou por esterilização a vapor ou fervura. É importante limpar e esterilizar todas as partes de um biberão, incluindo recipientes, tetinas e tampas de rosca.